# Ildikó Gáll-Pelcz

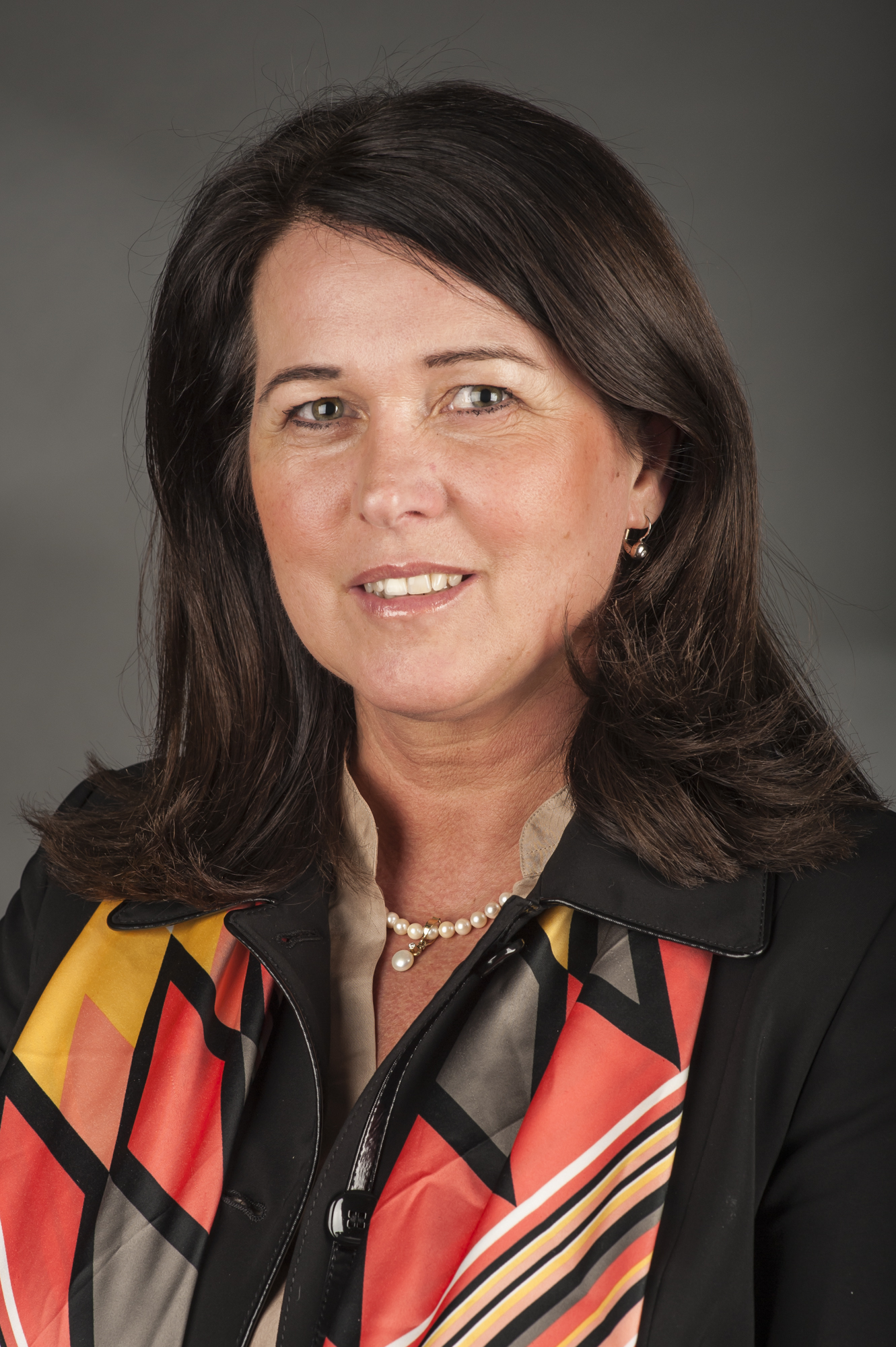
Ildikó Gáll Pelcz (2014)

Ildikó Gáll-Pelcz (* 2. Mai 1962 in Szikszó) ist eine ungarische Politikerin der Fidesz – Ungarischer Bürgerbund.

## Leben
Gáll-Pelcz studierte Maschinenbau und danach Wirtschaftswissenschaften. Sie begann sich bei der Fidesz zu engagieren und wurde 2006 in das Ungarische Parlament gewählt. Sie rückte am 2. Juni 2010 für Pál Schmitt in das Europäische Parlament nach. 2014 wurde sie als Spitzenkandidatin der Fidesz-Partei wiedergewählt. 2017 trat sie von ihrem Mandat zurück, da sie als Mitglied des Europäischen Rechnungshofs ernannt wurde. Für sie rückte Lívia Járóka nach.